# Androsace darvasica
Androsace darvasica là một loài thực vật có hoa trong họ Anh thảo. Loài này được Ovcz. mô tả khoa học đầu tiên năm 1928.